# Shawneetown
Shawneetown város az USA Illinois államában. Lakosainak száma 1054 fő (2020. április 1.).

## Népesség
A település népességének változása:
| Lakosok száma | 1410 | 1239 | 1054 |
|               | 2000 | 2010 | 2020 |